# The Beach Boys Today!
A Beach Boys Today! a The Beach Boys kilencedik nagylemeze, és az első az 1965-ben kiadott három közül. Noha megjelenése idejében ezt még senki nem tudhatta, az album jelentős változást hozott az együttes történetében, és különösen Brian Wilson életében.
1964 során a Beach Boys négy nagylemezt adott ki, és ősszel elkezdték az új lemez felvételeit is, melyről még az évben megjelent két előzetes kislemez, a When I Grow Up (To Be a Man) és a Dance, Dance, Dance. 1964 végére Brian fizikailag és érzelmileg is kimerült az egész éves megfeszített munka következtében, a The Beatlesen történő művészi felülkerekedés vágya azonban olyan erős volt benne, hogy egy percnyi pihenőt sem engedett magának. 1964. december 23-án, egy houstoni fellépésre repülve a frissen házasodott Wilson idegösszeomlást szenvedett el.
A Today! januári felvételei után Wilson közölte társaival, hogy soha többé nem kíván színpadra lépni, a jövőben inkább a stúdióban marad, és rögzíti az új dalokat, mialatt a zenekar többi tagja turnézik. Az együttes kényszerűen beleegyezett a döntésbe. Rövid ideig Glen Campbell helyettesítette Wilsont a koncerteken, majd 1965 áprilisától Bruce Johnston vált a zenekar kisegítő basszusgitáros-énekesévé.
A Today! album A-oldalán a Beach Boystól addig megszokott, jókedvű popdalok szerepelnek, a második oldalon pedig melankolikus balladák, Wilson első igazán érett kompozíciói.
Az első oldal dalai közül a When I Grow Up (To Be A Man), a Do You Wanna Dance?, és a Dance, Dance, Dance kislemezre kimásolva mind slágerré váltak, a Help Me, Ronda című dal átdolgozott verziója pedig a zenekar második listavezető dala lett 1965 májusában. A második lemezoldal visszatekintve világosan jelzi, milyen irányba tartott Brian Wilson zenéje. A korábbi Beach Boys-daloknál jóval komorabb és intelligensebb balladák már a Pet Sounds technikai újításait vetítik elő, többek között a vonós és fúvós hangszerek alkalmazását, az ütőshangszerek megnövekedett szerepét, és a hangerő manipulását.
Az 1965-ös poplemezek nagy részéhez viszonyítva a Today! meglepően átgondolt és "felnőtt" album. A stílusváltás egyelőre nem befolyásolta a zenekar sikerét: az LP a 4. helyig jutott, és nyolcadik aranylemezük lett, 1966-ban pedig az Egyesült Királyságban is felkerült az albumlista 6. helyére. A Rolling Stone magazin 2003-as, minden idők 500 legjobb albumát összeállító listáján a Today!  a 270. helyen végzett. Szerepel az 1001 lemez, amit hallanod kell, mielőtt meghalsz című könyvben.
Brian Wilson saját bevallása szerint 1964 decemberi idegösszeomlása után kezdett marihuánát fogyasztani a stressz kezelésére, s miután felfedezte, hogy a kannabisz nagy mértékben megváltoztatja zenei érzékelését, rendszeres használójává vált. Noha a kábítószerek új távlatokat nyitottak zenéjében, végül Wilson végleges, mentális összeomlását eredményezték a következő években.

## Az album dalai
|     | Cím                            | Szerző(k)                                          | Szólóvokál              | Hossz |
| --- | ------------------------------ | -------------------------------------------------- | ----------------------- | ----- |
| 1.  | Do You Wanna Dance?            | Bobby Freeman                                      | Dennis Wilson           | 2:19  |
| 2.  | Good To My Baby                | Brian Wilson, Mike Love                            | Brian Wilson, Mike Love | 2:16  |
| 3.  | Don't Hurt My Little Sister    | Brian Wilson, Mike Love                            | Mike Love, Brian Wilson | 2:07  |
| 4.  | When I Grow Up (To Be A Man)   | Brian Wilson, Mike Love                            | Mike Love, Brian Wilson | 2:01  |
| 5.  | Help Me, Ronda                 | Brian Wilson, Mike Love                            | Alan Jardine            | 3:08  |
| 6.  | Dance, Dance, Dance            | Brian Wilson, Carl Wilson, Mike Love               | Mike Love, Brian Wilson | 1:59  |
| 7.  | Please Let Me Wonder           | Brian Wilson, Mike Love                            | Brian Wilson, Mike Love | 2:45  |
| 8.  | I'm So Young                   | William H. Tyrus Jr.                               | Brian Wilson            | 2:30  |
| 9.  | Kiss Me, Baby                  | Brian Wilson, Mike Love                            | Mike Love, Brian Wilson | 2:35  |
| 10. | She Knows Me Too Well          | Brian Wilson, Mike Love                            | Brian Wilson            | 2:27  |
| 11. | In the Back of My Mind         | Brian Wilson, Mike Love                            | Dennis Wilson           | 2:07  |
| 12. | Bull Sessions With "Big Daddy" | Brian Wilson, Carl Wilson, Mike Love, Alan Jardine |                         | 2:10  |

A Help Me, Ronda-t 1965 februárjában Brian Wilson új hangszereléssel ismét felvette, címét Help Me, Rhonda-ra változtatta, és a Beach Boys következő kislemezén jelentette meg.
A Bull Sessions With "Big Daddy" részlet egy, a zenekarral készített interjúból.

### Kislemezek
- When I Grow Up (To Be A Man)/She Knows Me Too Well (Capitol 5245), 1964. augusztus 17. US #9; UK #27
- Dance, Dance, Dance/The Warmth Of The Sun (Capitol 5306), 1964. október 26. US #8; UK #24
- Do You Wanna Dance?/Please Let Me Wonder (Capitol 5372), 1965. február 8. US #12 ("Please Let Me Wonder" US #52)
- A Kiss Me, Baby a Help Me, Rhonda kislemez B-oldalán szerepel.
  - A Beach Boys Today! jelenleg egy CD-n kapható a Summer Days (And Summer Nights!!)-szal, 1964-65-ben felvett, korábban kiadatlan bónuszdalokkal kiegészítve.
  - A Beach Boys Today! (Capitol (D) T 2269) a 4. helyig jutott az Egyesült Államokban, 50 hetet töltött a listán. Az Egyesült Királyságban a 6. helyre került 1966 nyarán.

## Külső hivatkozások
- A Beach Boys Today! dalszövegei